# Stazione di Bastia Umbra
Stazione di Bastia vasútállomás Olaszországban, Bastia Umbra településen.

## Vasútvonalak
Az állomást az alábbi vasútvonalak érintik:
- Foligno-Terontola-vasútvonal

## Kapcsolódó állomások
A vasútállomáshoz az alábbi állomások vannak a legközelebb:
- Ospedalicchio railway halt
- Stazione di Assisi